# Gorące krzesła

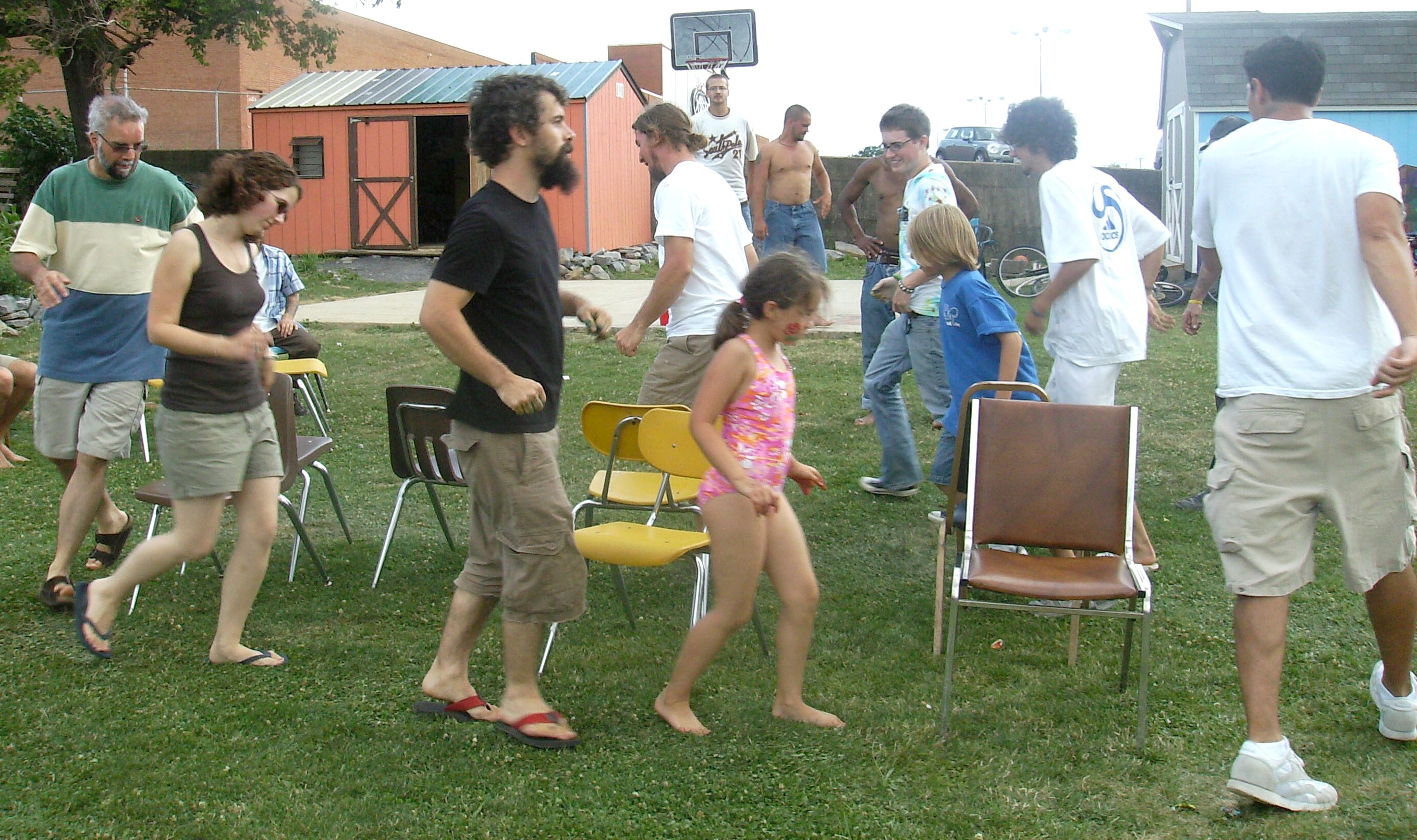
Gra w gorące krzesła

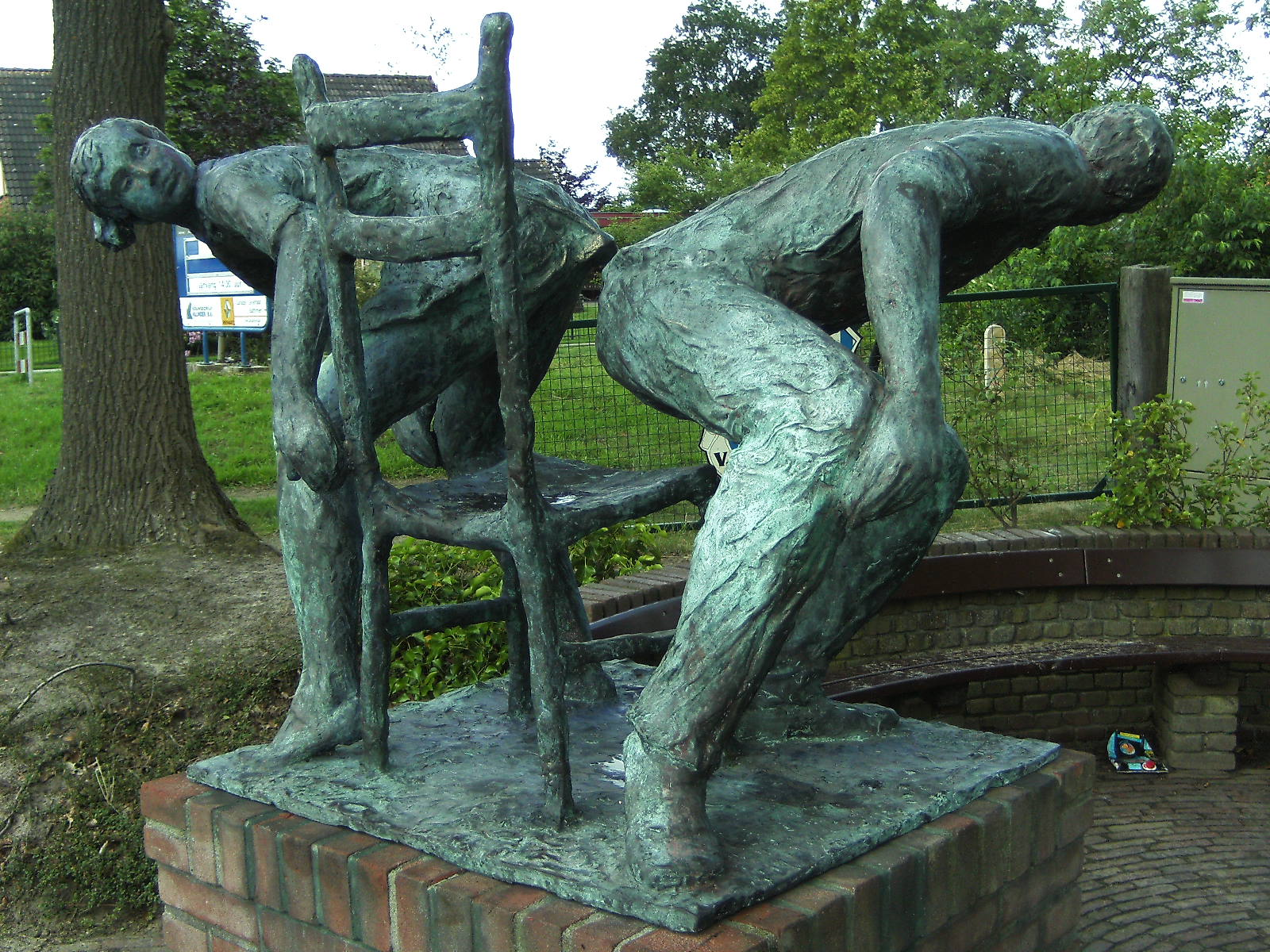
Rzeźba w Holandii

Gorące krzesła, gorące krzesło – orientacyjna, refleksowa gra towarzyska. Popularna na przyjęciach weselnych, ale również wśród dzieci jako gra edukacyjna.

## Zasady gry
Gracze ustawiają krzesła wokół jakiejś przestrzeni kierując je w stronę zewnętrzną. Liczba krzeseł jest zawsze mniejsza o 1 od liczby graczy. Zawodnicy ustawieni są obok krzeseł ze strony zewnętrznej. Do gry wykorzystuje się również muzykę i kiedy zabawa się zaczyna włącza się ją. W specjalnie wyeksponowanych momentach kiedy muzyka przestaje grać, gracze starają się zająć miejsce na krześle. Gracz, któremu się to nie uda odpada z turnieju. Po odpadnięciu uczestnika zabawy odejmuje się jedno krzesło. Gra toczy się do momentu kiedy w grze zostanie tylko jeden gracz będący zwycięzcą.
Gra może posiadać również mniej lub bardziej rozbudowane warianty. W Polsce gorącym krzesłem nazywa się także dwie inne orientacyjno-refleksowe gry, do których można wykorzystać krzesła. Jedna z nich jest znana w krajach anglojęzycznych jako Scavenger hunt, a druga Fruit Basket Turnover.

## Nazwy w innych krajach
W Wielkiej Brytanii gra ta jest nazywana: Musical chairs (tłum. muzyczne krzesła), w Niemczech: Reise nach Jerusalem (tłum. podróż do Jerozolimy), we Francji Je vais au marché (tłum. chodzenie rynkiem), a w Austrii Sesseltanz (tłum. krzesłowy taniec).